# Hetaerica scenica
Espèce
Synonymes
- Habronestes scenicus L. Koch, 1872
- Hetaerica aresca Rainbow, 1916

Hetaerica scenica est une espèce d'araignées aranéomorphes de la famille des Zodariidae.

## Distribution
Cette espèce est endémique du Queensland en Australie.

## Description
Le mâle décrit par Jocqué en 1995 mesure 6,66 mm et la femelle 8,46 mm, les mâles mesurent de 6,04 à 6,69 mm.
Le mâle décrit par Raven et Baehr en 2000 mesure 6,1 mm.

## Systématique et taxinomie
L'espèce Hetaerica aresca a été placée en synonymie avec Hetaerica scenica par Raven et Baehr en 2000.

## Publication originale
- L. Koch, 1872 : Die Arachniden Australiens. Nürnberg, vol. 1, p. 105-368 (texte intégral).